# 617

## Decese
- dată necunoscută: Ioan de Conza  (n. ?)
- dată necunoscută: Kakko de Friuli  (n. ?)